# Суслов Борис Якович
Борис Якович Суслов (19 травня 1886 — 2 жовтня 1938) — начальник Сануправління Українського військового округу (станом на 1928 р.), пізніше помічник начальника санслужби КВО, бриглікар (21.05.1937)

## З життєпису
Народився 19 травня 1886 у м. Москва Московської губернії, росіянин, освіта вища, службовець, безпартійний.
Арештований 06.11.1937. Військовою колегією Верховного Суду СРСР за ст. 54-1-б КК УРСР (зрада батьківщини військовослужбовцем), ст. 54-8 КК УРСР (терористичний акт), ст. 54-11 КК УРСР (підготування до контрреволюційних злочинів).
2 жовтня 1938 р. засуджений до вищої міри покарання з конфіскацією усього майна, розстріляний того ж дня у м. Києві.

## Відзнаки
- Орден Трудового Червоного Прапора УСРР (14.02.1928)[1]